# Pace di Sant'Ambrogio
La Pace di Sant'Ambrogio fu l'accordo che pose fine ai conflitti tra il popolo e la nobiltà del libero comune di Milano, firmato nella Basilica di Sant'Ambrogio il 4 aprile 1258, dopo la tregua di Parabiago dell'anno prima, che aveva fermato il combattimento in attesa di una soluzione finale.
Fu mediata dai podestà della città, i piacentini Filippo Visdomini e Riccardo di Fontana, da vari rappresentanti eletti di popolo e nobiltà e di elementi feudali di Novara e Como. Ha garantito una rappresentanza a valvassori e valvassini, oltre a dividere diverse posizioni tra popolo e nobiltà.
Ha anche garantito una grazia per la maggioranza dei reati e la revoca di tutti gli statuti fatti dopo il 1251, al di fuori di quelli approvati a favore della Chiesa.